# Monaco-Ville

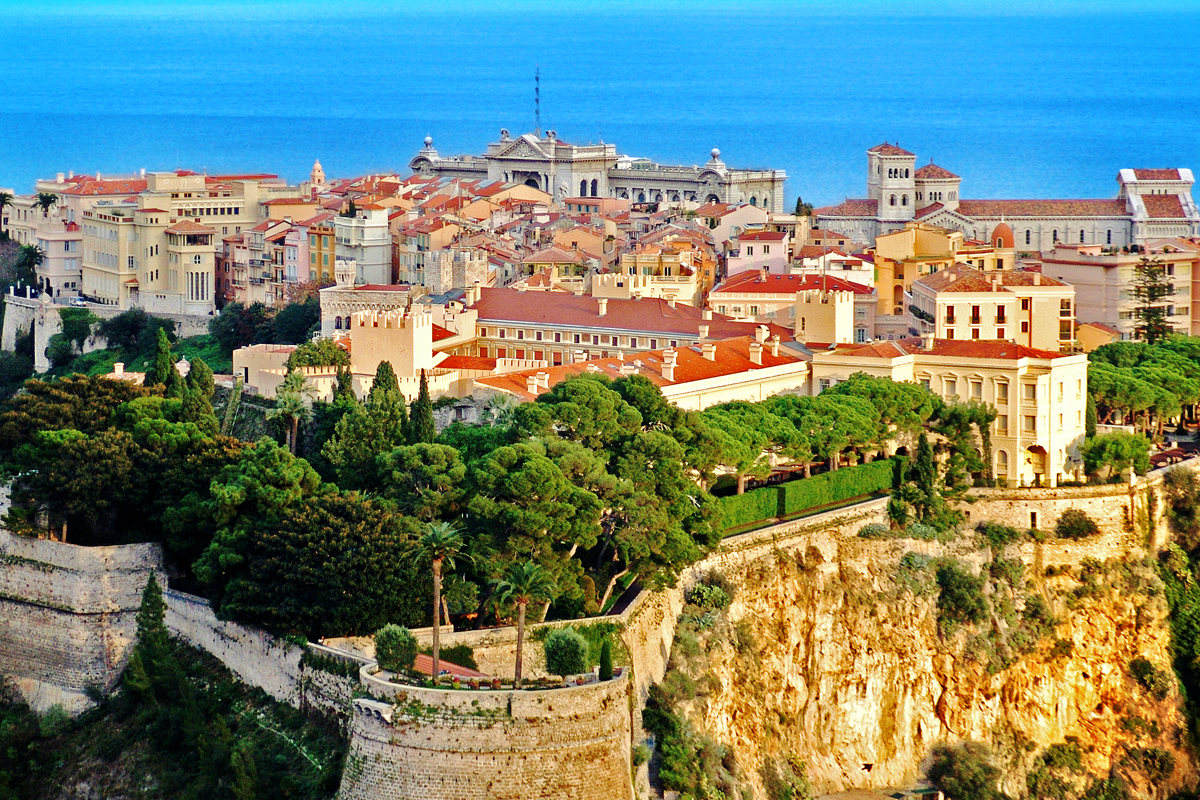
Utsikt över Monaco-Ville

Monaco-Ville är den ursprungliga befästa staden Monaco, och idag ett administrativt område i staten. Området är beläget sydväst om Monte Carlo på en bergig kulle. Monaco-Ville är dock inte Monacos huvudstad utan hela landet styrs som en enda enhet.